# Jean Meusnier
Jean Meusnier, dit aussi Jean Meunier ou Jean Munier,  né à Roizy en 1552 et mort à Noyon le  9  juillet 1594, est un prélat français du XVIe siècle.

## Biographie
Né dans le sous-prolétariat rural du Pays de Reims, à Roizy, en 1552, frappé par la misère et les exactions, il devint mandelier. Il était âgé de 22 ans quand il abandonna cette profession. L'espoir d'une meilleure destinée l'amena à Paris pour y vaquer à l'étude des lettres.
Il entra au Collège de Navarre où il fit toutes ses classes. Il fut reçu maître-ès-arts à l'âge de 27 ans en 1579 et docteur en théologie en 1585. 
Gabriel le Genevois de Bleigny, évêque de Noyon, se l'attacha en qualité de théologal. Au bout de quelques mois, il y reçut un canonicat. Il publia le Traicté de l'unité des conciles nationaux
Il est nommé évêque de Noyon en 1590, mais ne prend possession de l’évêché qu'en 1594 après la mort de son prédécesseur, Gabriel le Genevois de Bleigny, en 1593. Meusnier meurt empoisonné le 9 juillet 1594.